# Vaux-devant-Damloup
Vaux-devant-Damloup – miejscowość i dawna gmina we Francji, w regionie Grand Est, w departamencie Moza. W 2013 roku populacja ówczesnej gminy wynosiła 74 mieszkańców. 
W dniu 1 stycznia 2019 roku z połączenia dwóch ówczesnych gmin – Douaumont oraz Vaux-devant-Damloup – powstała nowa gmina Douaumont-Vaux. Siedzibą gminy została miejscowość Vaux-devant-Damloup. 